# Stray Little Devil
 (mars 2024).
Si vous disposez d'ouvrages ou d'articles de référence ou si vous connaissez des sites web de qualité traitant du thème abordé ici, merci de compléter l'article en donnant les références utiles à sa vérifiabilité et en les liant à la section « Notes et références ».
Stray Little Devil (ストレイ リトル デビル, Sutorei Ritoru Debiru) est une série manga finie (5 tomes) de Mori Kotaro, parue aux éditions Ki-oon. Chaque tome possède 210 pages en noir et blanc.

## L'histoire
Pam, une collégienne excitée et toujours de bonne humeur, entend un jour sa grand-mère lui raconter qu'elle était tombée amoureuse d'un gentil démon. Intriguée par cette histoire, Pam essaye un jour d'invoquer le démon en question, mais elle est précipitée dans un monde parallèle où cohabitent anges et démons. Pour pouvoir retourner dans son monde, il lui faut devenir un vrai démon et la route est parsemé d'embûches…